# Стаффельфельден
Стаффельфельден (фр. Staffelfelden) — коммуна на северо-востоке Франции в регионе Гранд-Эст (бывший Эльзас — Шампань — Арденны — Лотарингия), департамент Верхний Рейн, округ Мюлуз, кантон Виттенем. До марта 2015 года коммуна административно входила в состав кантона Серне (округ Тан).
Площадь коммуны — 7,42 км², население — 3579 человек (2006) с тенденцией к росту: 3727 человек (2012), плотность населения — 502,3 чел/км².

## Население
Численность населения коммуны в 2011 году составляла 3683 человека, а в 2012 году — 3727 человек.
| 1962 | 1968 | 1975 | 1982 | 1990 | 1999 | 2006 | 2008 | 2011 | 2012 |
| ---- | ---- | ---- | ---- | ---- | ---- | ---- | ---- | ---- | ---- |
| 3164 | 3234 | 3513 | 3465 | 3331 | 3553 | 3579 | 3606 | 3683 | 3727 |

Динамика населения:

## Экономика
В 2010 году из 2342 человек трудоспособного возраста (от 15 до 64 лет) 1714 были экономически активными, 628 — неактивными (показатель активности 73,2 %, в 1999 году — 65,8 %). Из 1714 активных трудоспособных жителей работали 1510 человек (783 мужчины и 727 женщин), 204 числились безработными (95 мужчин и 109 женщин). Среди 628 трудоспособных неактивных граждан 204 были учениками либо студентами, 243 — пенсионерами, а ещё 181 — были неактивны в силу других причин.
На протяжении 2011 года в коммуне числилось 1486 облагаемых налогом домохозяйств, в которых проживало 3639,5 человек. При этом медиана доходов составила 20005 евро на одного налогоплательщика.

## Достопримечательности (фотогалерея)
- Церковь Сен-Гал
- Колокольня
- Церковь Святых Петра и Павла
- Шахта Мария-Луиза
- Скважина